# Pen-clawdd
Pen-clawdd är en by i Swansea i Wales. Byn är belägen 66,9 km 
från Cardiff. Orten har 1 848 invånare (2016).